# Романсеро про ніжну королеву
Романсеро про Ніжну Королеву — дебютний альбом гурту «Мандри», виданий у 1999 році. Перевидався у 2002 році з оновленим оформленням.

## Композиції
1. Гоголя
2. Романсеро про Ніжну Королеву
3. Дочка мельника
4. Ряба кобила
5. Картата сорочка
6. Різдвяна ніч
7. Ялинка
8. Віруте
9. Думи
10. Човен
11. Старий шинок
12. Танок
13. Орися
14. Старий шинок (вальс-шансон)
15. Amore Mio

## Музиканти
- Вірші, музика — Фома, окрім (7) — Сергій Чегодаєв, (12) — Леонід Белєй
- Аранжування — група «Мандри»
- Запис — студія «Астероїд» 1999 р.
- Звукорежисура — Олексій Макайда, Ігор Дубровський
- Мастерінг — Дмитро Іванєй
- Директор — Володимир Гергель
- Художник — Раїса Корнеєва, Оксана Чегодаєва
- Дизайн — Володимир Гергель
- Особлива подяка — Олександру Ковальову, Андрію Тищенко, Роману Петренко